# Vebjørn Berg
Vebjørn Berg (ur. 1 kwietnia 1980 w Hamar) – norweski strzelec, czterokrotny mistrz świata.

## Kariera sportowa
Startuje w konkurencji karabinka dowolnego. Wielokrotny medalista mistrzostw świata – zdobywca dwóch tytułów indywidualnie w mistrzostwach świata w Lahti w 2002 roku, oraz dwukrotny mistrz świata cztery lata później w Zagrzebiu. Na kolejnych mistrzostwach, w 2010 roku w Monachium zdobył dwa srebrne i jeden brązowy medal.
Startował w igrzyskach olimpijskich w Pekinie w 2008 roku, zajmując w swym najlepszym starcie czwarte miejsce w konkurencji karabinu dowolnego 50 m w pozycji leżąc.